# Islas Guañape
Las Islas Guañape son un grupo de islas pertenecientes al Perú situadas en el océano Pacífico, frente a la costa del departamento de La Libertad. Están conformadas por dos islas principales, Guañape Norte y Guañape Sur, además de varios islotes. La superficie total de las islas aproximadamente es de 62,73 hectáreas. Destacan por su gran interés ecológico, pues constituyen una gran reserva biológica de aves marinas. Por tal motivo, en el 2009 las islas quedaron protegidas por ley dentro de la Reserva nacional Sistema de Islas, Islotes y Puntas Guaneras, una reserva natural que protege y conserva muestras representativas de la diversidad biológica de los ecosistemas marino-costeros del Perú.

## Geografía
Las islas Guañape de relieve abrupto y clima árido se encuentran deshabitadas, y se localizan entre 16 y 20 km en línea recta al oeste del lugar conocido bajo el nombre Pampa Compositan, valiosa por la presencia de albuferas, en la provincia de Virú, dentro del departamento de La Libertad. Las islas además de estar integradas por las islas Guañape Norte y Guañape Sur, la conforman los islotes llamados Cantores y Los Leones.

### Isla Guañape Norte
La isla Guañape Norte, también llamada Guañape Baja, se encuentra más próxima a tierra y se caracteriza por ser la isla más extensa del grupo con una superficie de 34,87 hectáreas. De forma alargada, tiene una longitud de unos 1,30 km y una anchura que ronda los 0,7 kilómetros; su máxima altitud alcanza los 73 metros.

### Isla Guañape Sur
La isla Guañape Sur, conocida también como Guañape Alta, es la más distante de la costa del departamento de La Libertad y está situada a 2,7 kilómetros al sur de la Isla Guañape Norte. Con una superficie de 26,17 hectáreas presenta una forma redondeada de 1,2 km de diámetro. Esta isla, es la más alta de grupo, ya que alcanza una altitud máxima de 143 metros sobre el nivel del mar. Sobre el promontorio de la isla se encuentra ubicado un faro de luz que sirve de guía para las embarcaciones que suelen navegar frente a sus costas.

### Islotes Cantores
Entre las islas Guañape Norte y Guañape Sur se encuentran los Islotes Cantores. Tienen una superficie de 1,29 hectáreas y se componen de dos pequeños islotes ubicados a 0,7 kilómetros al sur de la isla Guañape Norte.

### Islotes Los Leones
Los islotes Los Leones se componen de rocas y farallones. Presentan una superficie de aproximadamente 0,4 hectáreas y se localizan al noroeste de la isla Guañape Norte a unos 0,8 kilómetros de distancia.

## Origen geológico
Las islas Guañape son restos de una antigua cadena montañosa (Cordillera de la Costa) que se originó en el Precámbrico (entre 600 y 2000 millones de años) y que se habría hundido en las postrimerías del Terciario y comienzos del Cuaternario, en el tramo comprendido entre la península de Paracas (Ica) y la península de Illescas (Piura), dejando sólo vestigios en forma de islas y formaciones rocosas, las mismas que marcarían el antiguo lineamiento de esta cadena. Estas formaciones están constituidas por rocas metamórficas que datan del Paleozoico antiguo.

## Diversidad biológica
Las islas Guañape se caracterizan por estar pobladas por millares de aves oceánicas que depositan allí sus huevos. Se calcula que normalmente puede haber en las islas un millón de aves. En estas islas existen importantes colonias reproductivas de aves guaneras como el piquero peruano (Sula variegata), el cormorán guanay (Phalacrocorax bougainvillii), y el pelícano peruano (Pelecanus thagus), las cuales se encuentran entre las más grandes de la costa del Perú. También existen pequeñas colonias reproductivas de la chuita (Phalacrocorax gaimardi) y el pingüino de Humboldt (Spheniscus humboldti), especies que se encuentran categorizadas por la legislación peruana como especie en peligro de extinción.
Asimismo, se puede observar otras especies de aves como el cormorán neotropical o cushuri (Phalacrocorax brasilianus), el zarcillo (Larosterna inca), la gaviota peruana (Larus belcheri), la gaviota dominicana (Larus dominicanus), la gaviota gris (Larus modestus), la gaviota capucho gris (Larus cirrocephalus), la gaviota de franklin (Larus pipixcan), el gallinazo cabeza roja (Cathartes aura), el ostrero común (Haematopus palliatus), entre otras. Por otro lado, en el grupo de los mamíferos marinos destacan los lobos marinos chuscos (Otaria flavescens), cuya población sobrepasa el millar de individuos.
El mundo submarino de las islas Guañape muestra un impresionante paisaje y mucha vida, donde los peces e invertebrados son los grupos taxonómicos más representativos. Los invertebrados marinos, entre moluscos y crustáceos, destacan la concha de abanico (Argopecten purpuratus), el caracol (Thais chocolate), el caracol rojo (Bursa ventricosa), el cangrejo jaiva (Cancer porteri), el cangrejito (Eurypanopeus transversus), etc. 
Entre las especies más abundantes de peces se encuentran la cabrilla (Paralabrax humeralis), el babunco (Girella laevifrons), el trombollo (Labrisomus philippii), la cojinova (Seriolella violácea), entre otras.